# Klaus Wolff
Klaus Wolff (* 4. Dezember 1935 in Hermannstadt/Siebenbürgen; † 20. Dezember 2019) war ein österreichischer Dermatologe.

## Leben
Nach dem Studium der Medizin an der Universität Wien, Fachausbildung in Dermatologie an der I. Universitäts-Hautklinik Wien und Forschungstätigkeit an der Mayo Clinic, Rochester, Minnesota, wurde Klaus Wolff zum Leiter der Abteilung für experimentelle Dermatologie an der Universität Wien ernannt und nach einer Gastprofessur an der Harvard-Universität, Boston, 1976 als ordentlicher Universitätsprofessor und Vorstand der Dermatologischen Klinik der Universität Innsbruck berufen.
1981 erfolgte die Berufung an die Universität Wien, wo Klaus Wolff als ordentlicher Professor und Vorstand der Dermatologischen Universitätsklinik wirkte. Er übernahm eine intensive Lehrtätigkeit mit Ausbildung von Generationen von Medizinstudenten und Fachärzten für Dermatologie. Seine Forschungsleistungen, die zur Klärung von Pathomechanismen von Hautkrankheiten und Entwicklung neuer Therapien führten, sind international anerkannt. Unter seiner Leitung erreichte die Dermatologische Universitätsklinik Wien ein Ranking unter den fünf weltweit besten dermatologischen Universitätskliniken. Ab Oktober 2004 war Klaus Wolff emeritiert und widmete sich seinen Patienten und den von ihm herausgegebenen Büchern.
Im Jahr 1984 wurde Wolff zum Mitglied der Leopoldina gewählt. Seit 1992 war er Wirkliches Mitglied der Österreichischen Akademie der Wissenschaften.

## Schriften (Auswahl)
Über 430 wissenschaftliche Publikationen (Originalarbeiten, Buchkapitel bzw. Übersichten) auf den Gebieten der klinischen Dermatologie, Histopathologie, Immunologie und dermatologischen Grundlagenforschung (siehe Publikationsliste)

### Bücher
- mit I. M. Freedberg, A. Z. Eisen, K. F. Austen, L. A. Goldsmith und S. I. Katz (Hrsg.): Fitzpatrick′s Dermatology in General Medicine. 2. Auflage. 1979, 3. Auflage 1987, 4. Auflage 1993, 5. Auflage 1999, 6. Auflage 2003 sowie spanische Auflagen (1980, 1988), McGraw-Hill, New York.
- mit R. A. Johnson und D. Suurmond: Fitzpatrick′s Color Atlas and Synopsis of Clinical Dermatology. 2. Auflage. 1992, 3. Auflage 1997, 4. Auflage 2001, 5. Auflage 2005, McGraw-Hill, New York. Übersetzungen ins Italienische, Deutsche, Spanische, Portugiesische, Russische, Griechische, Indonesische, Französische, Koreanische, Mandarin.
- mit K. Holubar und K. Schmidt: Challenge Dermatology. Österreichische Akademie der Wissenschaften, Wien 1993.
- mit R. K. Winkelmann: Vasculitis. Lloyd & Luke, London 1979.
- mit T. B. Fitzpatrick, A. Z. Eisen, I. M. Freedberg und K. F. Austen (Hrsg.): Dermatology in General Medicine. Update I, MacGraw Hill, New York 1982.
- Synopsis und Atlas der Klinischen Dermatologie. McGraw-Hill, 1993. 2. Auflage: Stuttgart 1994, 3. Auflage 1997, McGraw-Hill International (UK).

### Herausgeber/Mitherausgeber
- Archives of Dermatological Research. Springer, Heidelberg.
- Short Communications. 1981–1987.
- Der Hautarzt. Springer, Heidelberg 1980–2000.
- Journal of Investigative Dermatology. 1987–1993.

### Editorial Boards
- Journal of Investigative Dermatology 1975–1980
- Photodermatology 1984–1989
- Journal of the American Academy of Dermatology, 1988–1993
- Journal of Cutaneous Medicine and Surgery, 1996–2004
- Z. Dermatologie, 1995–2000
- European Journal of Dermatology, 1994–2005

## Forschungsschwerpunkte
Wissenschaftliche Leistungen (in Kooperation mit Mitarbeitern der I.Universitäts-Hautklinik Wien, der Universitätsklinik für Dermatologie Innsbruck und der Universitätsklinik für Dermatologie Wien):
1. Zellbiologie
  - Lysosomales System der Epidermis (1968–1974)
  - Interzellularraum der Epidermis (Glycocalyx, Permeabilität) (1968–1975)
  - Pigmenttransfer (1971–1973)
  - Langerhans-Zellen (LZ): LZ sind nicht mit Melanozyten verwandt (1966–1969), LZ sind mesenchymale Zellen (1972) und tragen immunologische Rezeptoren (Fc, C3, Ia-Antigene) (1977); Hemmung allogener und syngener T-Zell-aktivierender und antigenpräsentierender Funktionen von LZ durch ultraviolettes Licht (1980–1982);
  - Entdeckung und Charakterisierung der dendritischen Thy–1+ Epidermalzellen (1983)
  - Nachweis von HIV in LZ; LZ sind Reservoir für HIV (1987, 1988)
  - Cadherine bei Angioneogenese (1996)
  - Entdeckung des endogenen Retrovirus MERV I beim Melanom (2003)
2. Immundermatologie
  - Erstmaliger Nachweis der ultrastrukturellen Lokalisation von Antikörpern und Immunkomplexen in der Haut bei Pemphigus, Dermatitis herpetiformis, Herpes gestationis, CDLE, SLE (1971–1976)
  - Komplementaktivierung an intermediären Filamenten in der Haut (1982)
  - Immunophenotypisierung bei GvHD (1987)
  - Immunophenotypisierung der Histiozytosis X (1988)
  - Klasse II-Alloantigenexpression in der Epidermis (1987)
  - Die Haut als Immunorgan (1985- )
  - Autoantikörper bei Erythema multiforme (1995)
  - Lymphozytenhoming in der Haut (SCID Mouse Modell) (1996)
  - FcgRII bei Immunkomplexvaskulitis (1996)
3. Experimentelle Dermatologie
  - Ausarbeitung eines Mausmodells für die erythropoietische Protoporphyrie (1975, 1976)
  - Experimentelle Induktion von "Staphylokokken-induzierten Syndrom der verbrühten Haut" beim Menschen (1974)
4. Klinische Dermatologie
  - Melanodermie bei malignem Melanom (1976)
  - C4-Defizienz und Lupus erythematodes (1982)
  - „IF-mapping“ antigener Determinanten bei mechanobullösen Dermatosen (1981)
  - Generalisierte atrophische benigne Epidermolysis bullosa (1982)
  - Vegetierendes vernarbendes Pemphigoid (1987)
  - Epiluminiszenzmikroskopie (Dermoskopie) zur Frühdiagnose des malignen Melanoms (1987)
  - Digitalisierte Epiluminiszenzmikroskopie (1995)
5. Therapie
  - Erstmalige erfolgreiche Behandlung von Pemphigus mit Azathioprine (1969)
  - Mitentwicklung des Konzeptes der Photochemotherapie für Psoriasis und andere Erkrankungen; Klinik und Ausarbeitung der Therapierichtlinien, Klärung der Mechanismen (1975–1985)
  - Retinoid-PUVA-Chemophotochemotherapie (1978)
  - Erstmals gelungene lokale Immunsuppression mit Macroliden (1996)
  - BCL–2 Antisense-Therapie bei Melanom (1998)
  - Interferon-alpha2a als adjuvante Therapie bei Melanom
  - Ras-Antagonisten-Therapie bei Melanom (1999)
  - Systemische, „skin-targeted“ Therapie (Pimecrolimus) 2002
  - Erste pharmakogenomische Studie beim Menschen (Psoriasis, Pimecrolimus) (2002)
  - Cardoprotektiver Effekt von Peptid Bb15-42 beim Reperfusionsschaden, 2005

## Ehrungen
- Marchionini Medaille in Gold, 1997
- Stephen Rothman Medaille, 1998
- D. Martin Carter Award, 1998
- Clarence S. Livingood Lectureship, AAD, 2002
- Hebra Medaille in Gold, 2002
- Goldene Medaille ÖGDV, 2003
- Magister Dermatologiae Hungarorum, 2004

### Ehrenzeichen
- 1994 Goldenes Ehrenzeichen für Verdienste um das Land Wien
- 1997 Großes Silbernes Ehrenzeichen für Verdienste um die Republik Österreich (1952)[4]
- 2004 Österreichisches Ehrenzeichen für Wissenschaft und Kunst
- 2004 Ordinul Meritul Sanitar, Comandor (Rumänien)

### Ehrendoktorate
- Ehrendoktorat (Medizin), Universität Kiel, 1997
- Ehrendoktorat (Medizin), Semmelweis-Universität Budapest, 1999
- Ehrendoktorat (Medizin), Lucian Blaga Universität, Sibiu/Hermannstadt, 2003

### Wissenschaftliche Preise
- Preis der Hoechst-Stiftung 1964, 1966, 1969, 1973, 1977
- Kardinal-Innitzer-Preis 1967
- Preis der Wander-Stiftung 1972
- Max Ritter Preis, European Society for Dermatological Research 1976, 1978
- Unilever Award 1978
- Traub-Psoriasis Award 1979, American Academy of Dermatology
- Alexandre Besredka Preis 1981
- Aesca Preis 1982, 1988, 1990
- Preis der Österreichischen Gesellschaft für Dermatologie und Venerologie, 1982
- Hebra Preis 1984
- Vitiligo Award 1993, American Skin Association
- Kardinal-Innitzer-Preis (Würdigungspreis) 1995
- Preis der Stadt Wien für Medizinische Wissenschaften 1997
- Cothenius-Medaille der Leopoldina 2007
- Kardinal-Innitzer-Preis (Großer Preis) 2008

### Klaus-Wolff-Stipendium
2005 wurde von einem amerikanischen Mäzen das Klaus-Wolff-Stipendium etabliert, das jungen österreichischen Forschern eine Ausbildung an der Harvard-Universität ermöglicht.